# Township Rollers
Maillots
Actualités
Le Township Rollers est un club botswanais de football basé à Gaborone.

## Historique
- 1961 : fondation du club

## Palmarès
- Championnat du Botswana (16)
  - Champion : 1979, 1980, 1982, 1983, 1984, 1985, 1987, 1995, 2005, 2010, 2011, 2014, 2016, 2017, 2018, 2019
  - Vice-champion : 1994, 2020, 2022

- Coupe du Botswana (6)
  - Vainqueur : 1979, 1993, 1994, 1996, 2005, 2010
  - Finaliste : 2003, 2019